# فهرست جستارنویسان
فهرست جستارنویسان (انگلیسی: List of essayists) دربرگیرندهٔ فهرست افرادی است که برای نوشتن جستار سرشناس‌اند.

## A
- Augurio Abeto‏، (۱۹۰۰–۱۹۷۷، فیلیپین)
- آندره آسیمان، (زادهٔ ۱۹۵۱، مصر)
- جوزف ادیسون (۱۶۷۲–۱۷۱۹، انگلستان)
- تئودور آدورنو (۱۹۰۳–۱۹۶۹، آلمان)
- ژوزه د آلنکار‏، (۱۸۲۹–۱۸۷۷، برزیل)
- کینگزلی آمیس (۱۹۲۲–۱۹۹۵، بریتانیا)
- مارتین آمیس‏ (زادهٔ ۱۹۴۹، بریتانیا)
- Oswald de Andrade‏، (۱۸۹۰–۱۹۵۴، برزیل)
- جیکوب ام اپل (زادهٔ ۱۹۷۳، ایالات متحدهٔ آمریکا)
- Helena Araújo Ortiz‏ (۱۹۳۴–۲۰۱۵، کلمبیا)
- متیو آرنولد (۱۸۲۲–۱۸۸۸، بریتانیا)
- Anastasia Ashman‏ (زادهٔ ۱۹۶۴، ایالات متحدهٔ آمریکا)
- مارگارت اتوود (زادهٔ ۱۹۳۹، کانادا)
- آیزاک آسیموف (۱۹۲۰–۱۹۹۲، روسیه)
- ویستن هیو آودن (۱۹۰۷–۱۹۷۳، بریتانیا)
- Joxe Azurmendi‏ (زادهٔ ۱۹۴۱، اسپانیا)

## B
- Rambriksh Benipuri‏ (۱۹۰۲–۱۹۶۸، هندوستان)
- فرانسیس بیکن (۱۵۶۱–۱۶۲۶، انگلستان)
- والتر بجت (۱۸۲۶–۱۸۷۷، انگلستان)
- جیمز بالدوین (۱۹۲۴–۱۹۸۷، ایالات متحدهٔ آمریکا)
- آنا لایتیتیا باربالد (۱۷۴۳–۱۸۲۵، انگلستان)
- جان پری بارلو (۱۹۴۷–۲۰۱۸، ایالات متحدهٔ آمریکا)
- جولیان بارنز (زادهٔ ۱۹۴۶، بریتانیا)
- Jacques Barzun‏ (۱۹۰۷–۲۰۱۲، فرانسه)
- انیس باتور (زادهٔ ۱۹۵۲، ترکیه)
- شارل بودلر (۱۸۲۱–۱۸۶۷، فرانسه)
- هیلیر بلاک (۱۸۷۰–۱۹۵۳، بریتانیا)
- والتر بنیامین (۱۸۹۲–۱۹۴۰، آلمان)
- Wendell Berry‏ (زادهٔ ۱۹۳۴، ایالات متحدهٔ آمریکا)
- ینس بیورنبو (۱۹۲۰–۱۹۷۶، نروژ)
- خورخه لوئیس بورخس (۱۸۹۹–۱۹۸۶، آرژانتین)
- آلن دو باتن (زادهٔ ۱۹۶۹، سوئیس)
- Giannina Braschi‏ (زادهٔ ۱۹۵۳، پورتوریکو)
- William Brandon‏ (۱۹۱۴–۲۰۰۲، ایالات متحدهٔ آمریکا)
- آلفرد برندل (زادهٔ ۱۹۳۱، جمهوری چک)
- کریستوفر باکلی (نویسنده) (زادهٔ ۱۹۵۲، ایالات متحدهٔ آمریکا)
- آنتونی برجس (۱۹۱۷–۱۹۹۳، بریتانیا)
- Richard de Bury‏ (۱۲۸۷–۱۳۴۵، انگلستان)

## C-D
- ارسکین کالدول (۱۹۰۳– ۲۰۰۷، ایالات متحدهٔ آمریکا)
- ایتالو کالوینو (۱۹۲۳–۱۹۸۵، ایتالیا)
- آلبر کامو (۱۹۱۳–۱۹۶۰، الجزیره)
- Rafael Cansinos Assens‏ (۱۸۸۲–۱۹۶۴، اسپانیا)
- John Carey‏ (زادهٔ ۱۹۳۴، بریتانیا)
- Simon Carmiggelt‏ (۱۹۱۳–۱۹۸۷، هلند)
- Otto Maria Carpeaux‏ (۱۹۰۰–۱۹۷۸، اتریش)
- Kelly Cherry (زادهٔ ۱۹۴۰، ایالات متحدهٔ آمریکا)
- جی کی چسترتون (۱۸۷۴–۱۹۳۶، بریتانیا)
- نوآم چامسکی (۱۹۲۸، ایالات متحدهٔ آمریکا)
- وینستون چرچیل (۱۸۷۴–۱۹۶۵، بریتانیای کبیر)
- جان ماکسول کوتسی (زادهٔ ۱۹۴۰، آفریقای جنوبی)
- William Cobbett‏ (۱۷۶۳–۱۸۳۵، بریتانیای کبیر)
- Charles Caleb Colton‏ (۱۷۸۰–۱۸۳۲، بریتانیای کبیر)
- Cyril Connolly‏ (۱۹۰۳–۱۹۷۴، بریتانیا)
- ابرهام کولی (۱۶۱۸–۱۶۶۷، بریتانیای کبیر)
- امیل سیوران (۱۹۱۱–۱۹۹۵، رومانی)
- ای. جی. کرونین (۱۸۹۶–۱۹۸۱، اسکاتلند)
- اورسن اسکات کارد (زادهٔ ۱۹۵۱، ایالات متحدهٔ آمریکا)
- ریچارد داوکینز (زادهٔ ۱۹۴۱، بریتانیا)
- Mike Daisey‏ (زادهٔ ۱۹۷۶، ایالات متحدهٔ آمریکا)
- Theodore Dalrymple (زادهٔ ۱۹۴۹، بریتانیا)
- Nik De Dominic‏ (زادهٔ ۱۹۸۱، ایالات متحدهٔ آمریکا)
- Joan Didion‏ (زادهٔ ۱۹۳۴، ایالات متحدهٔ آمریکا)
- انی دیلارد‏ (زادهٔ ۱۹۴۵، ایالات متحدهٔ آمریکا)
- آلفرد دوبلین (۱۸۷۸–۱۹۵۷، آلمان)
- John Dolan‏ (زادهٔ ۱۹۵۵، ایالات متحدهٔ آمریکا)
- Joe Dolce (زادهٔ ۱۹۴۷، استرالیا)
- Denis Donoghue‏ (زادهٔ ۱۹۲۸، ایرلند)
- جان درایدن (۱۶۳۱–۱۷۰۰، انگلستان)

## E-G
- کلاس ابنر (زادهٔ ۱۹۶۴، اتریش)
- اومبرتو اکو (۱۹۳۲–۲۰۱۶، ایتالیا)
- تی. اس. الیوت (۱۸۸۸–۱۹۶۵، ایالات متحدهٔ آمریکا)
- رالف والدو امرسون (۱۸۰۳–۱۸۸۲، ایالات متحدهٔ آمریکا)
- Joseph Epstein‏ (زادهٔ ۱۹۳۷، ایالات متحدهٔ آمریکا)
- Filip Erceg‏ (زادهٔ ۱۹۷۹، کرواسی)
- Barbara Ehrenreich (زادهٔ ۱۹۴۱، ایالات متحدهٔ آمریکا)
- Jaime Eyzaguirre‏، (۱۹۰۸–۱۹۶۸، شیلی)
- Anne Fadiman‏ (زادهٔ ۱۹۵۳، ایالات متحدهٔ آمریکا)
- Femi Fani-Kayode‏ (زادهٔ ۱۹۶۰، نیجریه)
- فرانتس فانون (۱۹۲۵–۱۹۶۱، مارتینیک)
- Richard Farmer‏ (۱۷۳۵–۱۷۹۷، انگلستان)
- Benito Jerónimo Feijoo e Montenegro‏ (۱۶۷۶–۱۷۶۴، اسپانیا)
- لارنس فرلینگتی‏ (زادهٔ ۱۹۱۹، ایالات متحدهٔ آمریکا)
- Predrag Finci‏ (زادهٔ ۱۹۴۶، بوسنی و هرزگوین)
- ادوارد مورگان فورستر (۱۸۷۹–۱۹۷۰، انگلستان)
- John Foster‏ (۱۷۷۰–۱۸۴۳، بریتانیا)
- Ian Frazier (زادهٔ ۱۹۵۱، ایالات متحدهٔ آمریکا)
- Robert Fulghum‏ (زادهٔ ۱۹۳۷، ایالات متحدهٔ آمریکا)
- خوان فوستر (۱۹۲۲–۱۹۹۲، اسپانیا)
- Harry Gamboa، Jr.‏ (زادهٔ ۱۹۵۱، ایالات متحدهٔ آمریکا)
- ویلیام گاس (۱۹۲۴–۲۰۱۷، ایالات متحدهٔ آمریکا)
- Karl-Markus Gauß‏ (زادهٔ ۱۹۵۴، اتریش)
- مالکم گلادول (زادهٔ ۱۹۶۳، بریتانیا)
- آدام گوپنیک (زادهٔ ۱۹۵۶، ایالات متحدهٔ آمریکا)
- استیون جی گولد (۱۹۴۱–۲۰۰۲، ایالات متحدهٔ آمریکا)
- Muhammad Loutfi Goumah‏ (۱۸۸۶–۱۹۵۳، مصر)
- پل گراهام (زادهٔ ۱۹۶۴، انگلستان)
- کلمنت گرینبرگ (زادهٔ ۱۹۰۹، ایالات متحدهٔ آمریکا)
- ای. سی. گریلینگ (زادهٔ ۱۹۴۹، بریتانیا)
- Gordon Grice‏ (زادهٔ ۱۹۶۵، ایالات متحدهٔ آمریکا)
- Stanka Gjurić‏ (زادهٔ ۱۹۵۶، کرواسی)

## H-J
- Carla Harryman‏ (زادهٔ ۱۹۵۲، کالیفرنیا)
- ویلیام هزلت (۱۷۷۸–۱۸۳۰، انگلستان)
- پیتر هاندکه (زادهٔ ۱۹۴۲ گریفن، اتریش)
- Saeko Himuro‏ (۱۹۵۷–۲۰۰۸، ژاپن)
- Fumi Hirano‏ (زادهٔ ۱۹۵۵، ژاپن)
- کریستوفر هیچنز (۱۹۴۹–۲۰۱۱، بریتانیا)
- پیتر هیتچنز‏ (زادهٔ ۱۹۵۱، بریتانیا)
- Hugh Hood‏ (۱۹۲۸–۲۰۰۰، کانادا)
- لنگستون هیوز (۱۹۰۲–۱۹۶۷، ایالات متحدهٔ آمریکا)
- دیوید هیوم (۱۷۱۱–۱۷۷۶، بریتانیا)
- جیمز هنری لی هانت (۱۷۸۴–۱۸۵۹، انگلستان)
- آلدوس هاکسلی (۲۶ ژوئیه ۱۸۹۴ – ۲۲ نوامبر ۱۹۶۳)
- شیگه‌ساتو ایتوی (زادهٔ ۱۹۴۸، ژاپن)
- Jwalamukhi‏ (۱۹۳۸–۲۰۰۸، هند)
- Michael Johns‏ (زادهٔ ۱۹۶۴، ایالات متحدهٔ آمریکا)
- Diane Johnson (زادهٔ ۱۹۳۴، ایالات متحدهٔ آمریکا)
- ساموئل جانسون (۱۷۰۹–۱۷۸۴، انگلستان)
- June Jordan‏ (۱۹۳۶–۲۰۰۲، ایالات متحدهٔ آمریکا)

## K-L
- Steven G. Kellman‏ (زادهٔ ۱۹۴۷، ایالات متحدهٔ آمریکا)
- Frank Kermode‏ (۱۹۱۹–۲۰۱۰، بریتانیا)
- Tracy Kidder‏ (زادهٔ ۱۹۴۵، ایالات متحدهٔ آمریکا)
- Chuck Klosterman‏ (زادهٔ ۱۹۷۲، ایالات متحدهٔ آمریکا)
- Rudy Kousbroek‏ (۱۹۲۹–۲۰۱۰، هلند)
- Hans Krieger‏ (زادهٔ ۱۹۳۳، آلمان)
- میروسلاو کرلژا‏ (۱۸۹۳–۱۹۸۱، کرواسی)
- Tomislav Ladan‏ (۱۹۳۲–۲۰۰۸، صربستان)
- لیلا لعلمی (زادهٔ ۱۹۶۸، مراکش)
- چارلز لمب (۱۷۷۵–۱۸۳۴، انگلستان)
- Shankar Lamichhane‏ (نپال)
- Anne Lamott‏ (زادهٔ ۱۹۵۴، ایالات متحدهٔ آمریکا)
- Corinne Lee‏ (ایالات متحدهٔ آمریکا)
- Albert Leung‏ (زادهٔ ۱۹۶۱، هونگ کونگ)
- سی. اس. لوئیس (۱۸۹۸–۱۹۶۳، ایرلند)
- Li Ao‏ (زادهٔ ۱۹۳۵، چین، تایوان)
- Liang Shiqiu‏ (۱۹۰۳–۱۹۸۷. چین، تایوان)
- الن لایتمن (زادهٔ ۱۹۴۸، ایالات متحدهٔ آمریکا)
- Tim Lilburn‏ (زادهٔ ۱۹۵۰، کانادا)
- Lin Wenyue‏ (زادهٔ ۱۹۳۳، تایوان)
- Joan Lindsay‏ (۱۸۹۶–۱۹۸۴، استرالیا)
- لو شون (۱۸۸۱–۱۹۳۶، چین)
- آرتور کریستال

## M-N
- John McPhee‏ (زادهٔ ۱۹۳۱، ایالات متحدهٔ آمریکا)
- موریس مترلینک (۱۸۶۲–۱۹۴۹)، بلژیک)
- نورمن میلر (۱۹۲۳–۲۰۰۷، ایالات متحدهٔ آمریکا)
- Jorge Majfud‏ (زادهٔ ۱۹۶۹، اروگوئه)
- Nathan McCall‏ (زادهٔ ۱۹۵۵، ایالات متحدهٔ آمریکا)
- ماری مک‌کارتی (۱۹۱۲–۱۹۸۹، ایالات متحدهٔ آمریکا)
- Tim McKay‏ (۱۹۴۷–۲۰۰۶، ایالات متحدهٔ آمریکا)
- Louis Menand‏ (زادهٔ ۱۹۵۲، ایالات متحدهٔ آمریکا)
- اچ. ال. منکن (۱۸۸۰–۱۹۵۶، ایالات متحدهٔ آمریکا)
- آرتور میلر (۱۹۱۵–۲۰۰۵، ایالات متحدهٔ آمریکا)
- Pankaj Mishra‏ (زادهٔ ۱۹۶۹، هند)
- Donald Grant Mitchell ‏ (۱۸۲۲–۱۹۰۸، ایالات متحدهٔ آمریکا)
- میشل دو مونتنی (۱۵۳۳–۱۵۹۲، فرانسه)
- Angela Morales‏ (زادهٔ ۱۹۶۶، ایالات متحدهٔ آمریکا)
- Michele Moramarco‏ (زادهٔ ۱۹۵۳، ایتالیا)
- وی. اس. نایپل (زادهٔ ۱۹۳۲، ترینیداد و توباگو)
- ناکانه کوتی‏ (۱۸۳۹–۱۹۱۳، ژاپن)
- Ukichiro Nakaya‏ (۱۹۰۰–۱۹۶۲، ژاپن)
- ماری نادی (زادهٔ ۱۹۶۷، فرانسه)
- Virgil Nemoianu‏ (زادهٔ ۱۹۴۰، رومانی)
- Kathleen Norris‏ (زادهٔ ۱۹۴۷، ایالات متحدهٔ آمریکا)

## O-R
- جویس کارول اوتس (زادهٔ ۱۹۳۸، ایالات متحدهٔ آمریکا)
- جرج اورول (۱۹۰۳–۱۹۵۰، بریتانیا)
- Borislav Pekić‏ (۱۹۳۰–۱۹۹۲، صربستان)
- Noel Perrin‏ (۱۹۲۷–۲۰۰۴، ایالات متحدهٔ آمریکا)
- Samuel F. Pickering Jr.‏ (زادهٔ ۱۹۴۱، ایالات متحدهٔ آمریکا)
- پلوتارک (۴۶–۱۲۷، بویوتیا، یونان باستان)
- کاترین آن پورتر (۱۸۹۰–۱۹۸۰، ایالات متحدهٔ آمریکا)
- Kevin Prufer‏ (زادهٔ ۱۹۶۹، ایالات متحدهٔ آمریکا)
- ادگار آلن پو (۱۸۰۹–۱۸۴۹، ایالات متحدهٔ آمریکا)
- تامس د کوئینسی (۱۷۸۵–۱۸۵۹، انگلستان)
- Indra Bahadur Rai‏ (زادهٔ ۱۹۲۷، هند)
- Kenneth Rexroth‏ (۱۹۰۵–۱۹۸۵، ایالات متحدهٔ آمریکا)
- Tjalie Robinson‏ (۱۹۱۱–۱۹۷۴، هلند)
- Richard Rodriguez‏ (زادهٔ ۱۹۴۴، ایالات متحدهٔ آمریکا)
- ارونداتی روی (زادهٔ ۱۹۶۱، هند)
- برتراند راسل (۱۸۷۲–۱۹۷۰، بریتانیا)

## S
- راهول سانکریت‌یایان‏ (۱۸۹۳–۱۹۶۳، هند)
- ادوارد سعید (۱۹۳۵–۲۰۰۳، فلسطین)
- جان رالستون سائول (زادهٔ ۱۹۴۷، کانادا)
- Dan Schneider‏ (زادهٔ ۱۹۶۵، ایالات متحدهٔ آمریکا)
- روبرت شومان (۱۸۱۰–۱۸۵۶، آلمان)
- دیوید سداریس (زادهٔ ۱۹۵۶، ایالات متحدهٔ آمریکا)
- John Robert Seeley‏ (۱۸۳۴–۱۸۹۵، انگلستان)
- Rafael Calvo Serer‏ (۱۹۱۶–۱۹۸۸، اسپانیا)
- جرج برنارد شاو (۱۸۵۶–۱۹۵۰، ایرلند)
- پرسی بیش شلی (۱۷۹۲–۱۸۲۲، انگلستان)
- David Shields‏ (۱۹۵۶، ایالات متحدهٔ آمریکا)
- Clay Shirky‏ (زادهٔ ۱۹۶۴، ایالات متحدهٔ آمریکا)
- Simeon Simev‏ (زادهٔ ۱۹۴۹، جمهوری مقدونیه)
- Ramdhari Singh 'Dinkar'‏ (۱۹۰۸–۱۹۷۴، هند)
- Jean Edward Smith (زادهٔ ۱۹۳۲، ایالات متحدهٔ آمریکا)
- زادی اسمیت (زادهٔ ۱۹۷۵، انگلستان)
- Walid Soliman‏ (زادهٔ ۱۹۷۵، تونس)
- ربکا سولنیت‏ (زادهٔ ۱۹۶۱، ایالات متحدهٔ آمریکا)
- سوزان سانتاگ (۱۹۳۳–۲۰۰۴، ایالات متحدهٔ آمریکا)
- Dejan Stojanović‏ (زادهٔ ۱۹۵۹، صربستان)
- لیتن استرچی‏(۱۸۸۰–۱۹۳۲، بریتانیا)
- شرل استرید (زادهٔ ۱۹۶۸، ایالات متحدهٔ آمریکا)
- Matias Skard‏ (۱۸۴۶–۱۸۲۷، نروژ)

## T-Y
- نسیم نقولا طالب (زادهٔ ۱۹۶۰، لبنان)
- Alain Tasso‏ (زادهٔ ۱۹۶۲، لبنان)
- Vijay Tendulkar‏ (۱۹۲۸–۲۰۰۸، هند)
- Issa Laye Thiaw‏ (زادهٔ ۱۹۴۳، سنگال)
- کولم توبین (زادهٔ ۱۹۵۵، ایرلند)
- لئو تولستوی (۱۸۲۸–۱۹۱۰، روسیه)
- Lionel Trilling‏ (۱۹۰۵–۱۹۷۵، ایالات متحدهٔ آمریکا)
- George W. S. Trow‏ (۱۹۴۳–۲۰۰۶، ایالات متحدهٔ آمریکا)
- Andrew Vachss‏ (زادهٔ ۱۹۴۲، ایالات متحدهٔ آمریکا)
- پل والری (۱۸۷۱–۱۹۴۵، فرانسه)
- Erico Verissimo‏ (۱۹۰۵–۱۹۷۵، برزیل)
- گور ویدال (۱۹۲۵–۲۰۱۲، ایالات متحدهٔ آمریکا)
- ولتر (۱۶۹۷–۱۷۷۸، فرانسه)
- ریشارد واگنر (۱۸۱۳–۱۸۸۳، آلمان)
- دیوید فاستر والاس (۱۹۶۲–۲۰۰۸، ایالات متحدهٔ آمریکا)
- ربکا وست‏ (۱۸۹۲–۱۹۸۳، بریتانیا)
- ئی بی وایت (۱۸۹۹–۱۹۸۵، ایالات متحدهٔ آمریکا)
- اسکار وایلد (۱۸۵۲–۱۹۰۰، ایرلند)
- تام وولف (زادهٔ ۱۹۳۱، ایالات متحدهٔ آمریکا)
- ویرجینیا وولف (۱۸۸۲–۱۹۴۱، بریتانیا)
- یانگ جیانگ (۱۹۱۱–۲۰۱۶، چین)
- مارگریت یورسنار (۱۹۰۳–۱۹۸۷، فرانسه)